# Maurice Ravel
Joseph-Maurice Ravel [žozef móris ravel] (7. března 1875 Ciboure – 28. prosince 1937 Paříž) byl francouzský hudební skladatel švýcarsko-španělského původu. Je znám jako impresionistický skladatel, ale zejména jeho pozdní díla nesou výrazné stopy nastupující moderny, expresionismu a neoklasicismu. Jeho nejznámějším dílem je Bolero. 

## Život

### Mládí a studia

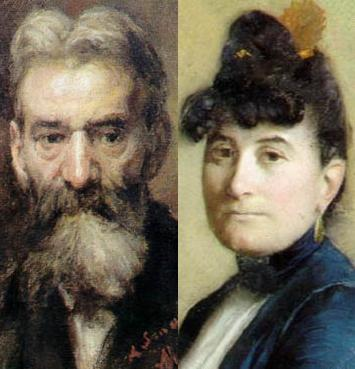
Joseph Ravel a Marie Delouartová, rodiče Maurice Ravela na portrétu Marcellina Desboutina (1886–1890)

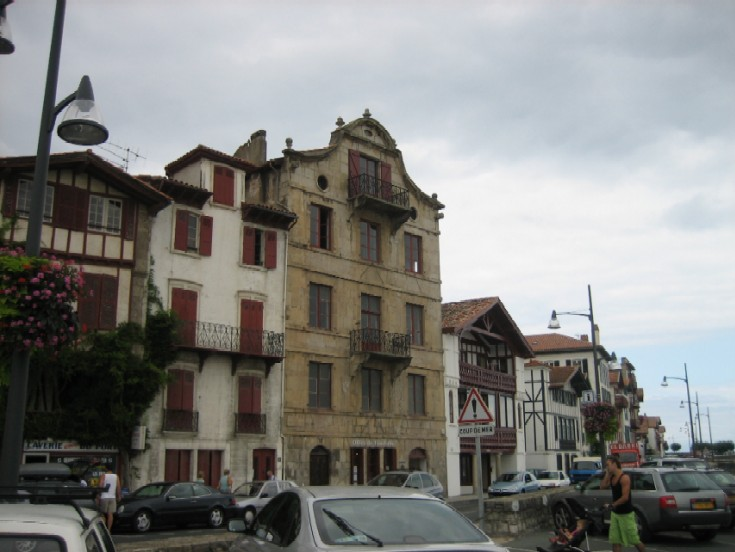
Rodný dům Maurice Ravela v Ciboure

Otec Maurice Ravela, Joseph, pocházel ze Švýcarska. Pracoval jako inženýr na výstavbě železnice ve Španělsku, kde se seznámil s Marií Delouartovou, svou budoucí ženou a matkou dvou synů, Maurice a Edouarda. Matka pocházela z Baskicka a španělský vliv se projevoval v pozdější Ravelově hudbě.  Manželé se usadili na francouzské straně Pyrenejí, v Ciboure, poblíž španělských hranic.
Rodina záhy po Ravelově narození přesídlila do Paříže, kde se usadila na bulváru Pigalle. Ravel hrál od šesti let na klavír a ve čtrnácti vstoupil na pařížskou konzervatoř. Ravel studoval hru na klavír u Charlese W. de Bériota a později kompozici na Pařížské konzervatoři, mezi jeho učitele patřil např. Gabriel Fauré. Na konzervatoři s ním studoval i Ricardo Viñes, pozdější interpret jeho klavírních děl a celoživotní přítel. Během studií se Ravel stal členem umělecké skupiny Les Apaches, která měla velkou zálibu v ruské hudbě. Jejím členům věnoval svůj klavírní cyklus Zrcadla. 
Maurice Ravel se neúspěšně ucházel o Římskou cenu, kdy podle zadání vytvořil tři dnes málo známé kantáty – Alcyone, Alyssa a Myrrha; za Myrrhu, kterou pojal z ironie trochu sladkobolně, dostal 2. místo.
I tato epizoda jistě přispěla k tomu, že později odmítl Řád Čestné legie, zahraniční pocty ovšem přijímal, tak se stal rytířem Belgického království i doktorem honoris causa v Oxfordu.
Po počátečních nezdarech si definitivně získal respekt Španělskou rapsodií (1907), již dříve ovšem zaujal klavírními Vodotrysky (1901), všeobecně oblíbenou se stala i Pavana za mrtvou infantku (1899). Pro Ruský balet Sergeje Ďagileva dokončil v roce  1912 hudbu k baletu Dafnis a Chloé. Později ji upravil do dvou suit, z nichž zejména druhá patří k nejhranějším Ravelovým skladbám.

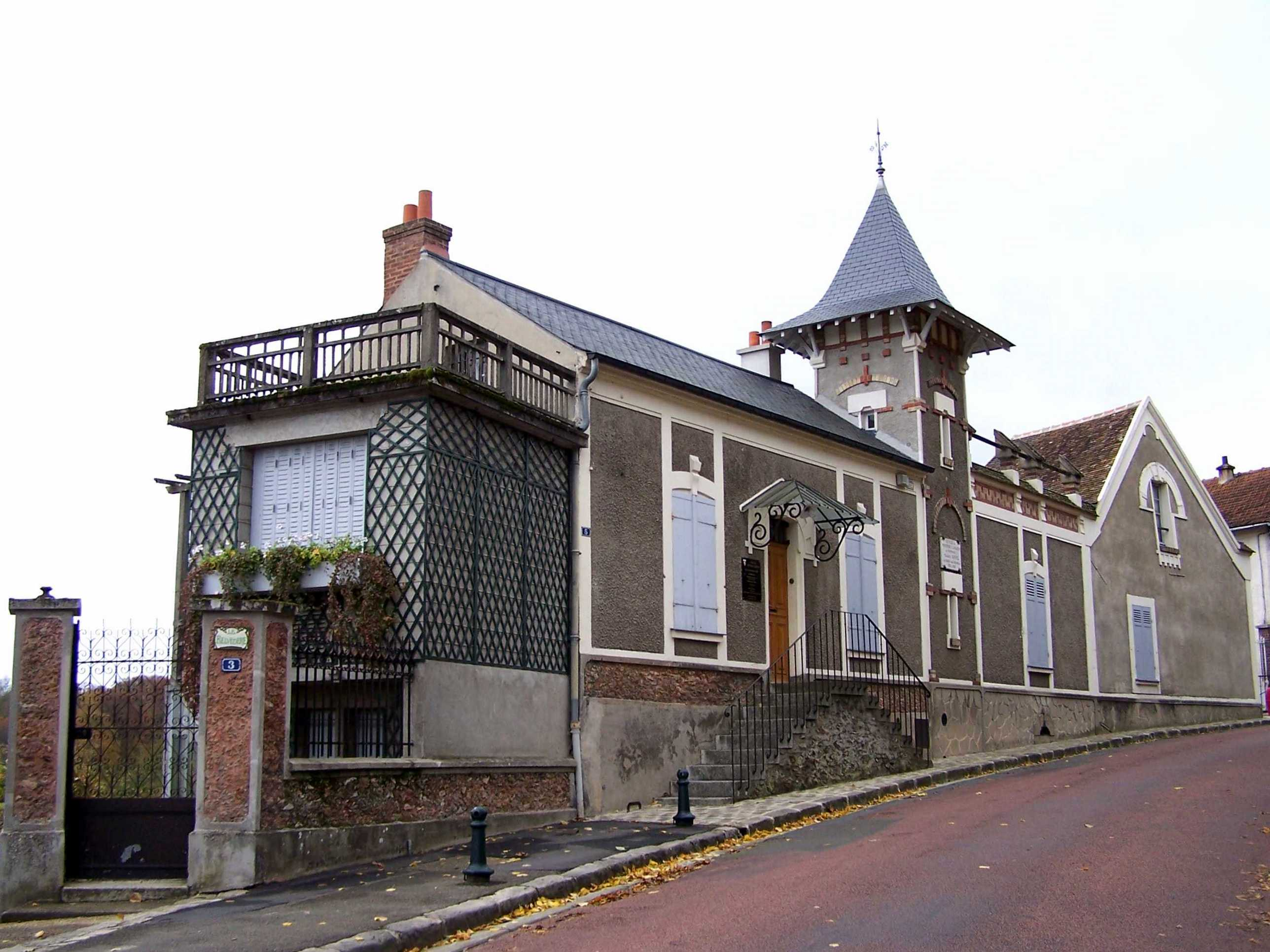
Vila Belvédère v Montfort-l'Amaury u Paříže

Za války se Ravel dobrovolně přihlásil do armády, kam ho kvůli malému vzrůstu a nízké váze málem nepřijali. Nakonec sloužil jako řidič. Ve volných chvílích složil na frontě Tři sbory a capella – na vlastní texty, odkazující ke kultuře francouzského středověku a renesance.
Roku 1920 se přestěhoval do Montfort l'Amaury u Paříže, kde hledal klid na své deprese. Dům s japonskou zahradou byl plný starožitností a exotických předmětů. Ravel v něm bydlel až do své smrti 1937.  Mezitím však, už jako známý umělec, cestoval a napsal ještě řadu vynikajících děl. V roce 1926 navštívil Skandinávii a Anglii, v roce 1928 USA a Kanadu. 

### Soukromý život
Maurice Ravel byl svobodný, bezdětný, liboval si v elegantním oblečení a silných cigaretách Caporal. Po otci, vynálezci, zdědil velký zájem o hodinové, hrací i jiné mechanické strojky a hračky, které také sbíral. Mezi další záliby patřil chov exotických koček a pěstování exotických rostlin. Jeho dobrou přítelkyní byla Ida Rubinsteinová, ruská tanečnice židovského původu a později mecenáška, která inspirovala Ravela k napsání jednoho z jeho nejznámějších děl, baletu Bolero (1928).
Na začátku třicátých let složil dva klavírní koncerty (G dur a D dur), které patří mezi jeho nejlepší skladby. Koncert D dur psal pro levou ruku na přání rakouského  klavíristy Paula Wittgensteina, který přišel o pravou ruku ve válce. V roce 1932 podnikl větší turné po Evropě a v jeho rámci koncertoval i v Praze. 
Roku 1932 utrpěl při jízdě taxíkem zranění hlavy. Krátce nato začal trpět apraxií a ačkoliv byl schopen stále hudbu vnímat a komponovat, ztratil schopnost své myšlenky zachytit do not. V roce 1935 ještě naposledy navštívil Španělsko a Maroko. Zemřel 28. prosince 1937 po nepovedené operaci mozku v Paříži. Je pochován na hřbitově v Levallois-Perret.

## Dílo

### Styl

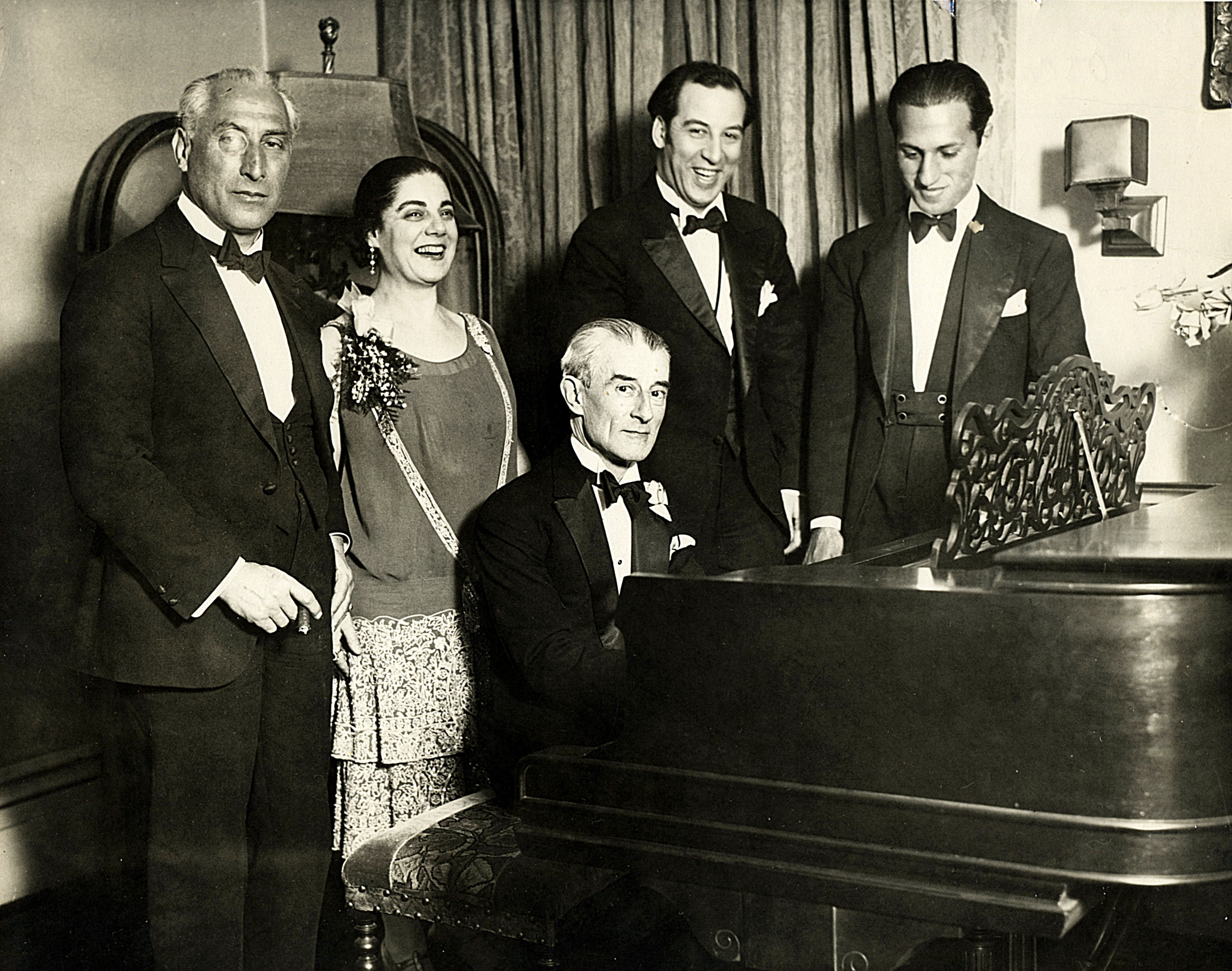
Maurice Ravel u klavíru a George Gershwin (zcela vpravo), New York, 1928

Ravel byl ve svém díle zpočátku ovlivněn Claudem Debussym, Erikem Satiem, ale také ruskou Mocnou hrstkou a dalšími dobovými skladateli jako například Julesem Massenetem anebo Emmanuelem Chabrierem. Byl schopný syntetizovat velmi rozmanité proudy a zároveň si již od svých prvních děl vytvořit dobře rozpoznatelný styl, který pouze obohacoval o další prvky.
Příznačné pro Ravela jsou zejména vybroušené složité harmonie na pokraji tonality, časté používání neharmonických prodlev, rafinovanost sazby a sevřenost a přehlednost formy. Samostatnou kapitolu představuje Ravelovo umění orchestrace. U Ravela se střídaly impresionistické skladby s neoklasicistními, u nichž kladl důraz na formální vytříbenost. Výraz Ravelovy hudby sahá od malátné křehkosti s odkazy na středověkou a jinou historickou hudbu přes extrovertní a bujná allegra odkazující k španělské kultuře, ale i k lehčí francouzské produkci své doby, až k velmi tvrdým, harmonicky výbojným kompozicím s názvuky expresionismu.
V celé jeho tvorbě je patrný vliv lidových melodií a to nejen iberských, ke kterým měl přirozeně blízko, ale i, cikánských, arabských, židovských, řeckých, maďarských, ruských a dalších. Ravel byl okouzlen světem staré Vídně čehož ohlasem jsou jeho klavírní Valses nobles et sentimentales a především symfonická báseň La Valse. Při úspěšném turné po USA a Kanadě v roce 1928 se seznámil v New Yorku se skladatelem Georgem Gershwinem, který ho zavedl do Harlemu na koncert Duke Ellingtona. Ravelovo okouzlení jazzem 20. let a dalšími prvky americké hudby se pak projevilo i v jeho dalších skladbách, zejména v opeře Dítě a kouzla a Druhé sonátě pro housle a klavír
Ve dvacátých letech se jeho styl výrazně posouvá směrem k expresionismu – jde zejména o tvrdší disonantnost souzvuků a nové způsoby instrumentace. To se týká zejména Madagaskarských písní, případně Dua pro housle a violoncello. Orchestrace u Ravela bývá tak barvitá, že mu dobová kritika vytýkala, že je to to první, čeho si u jeho skladeb člověk všímá. Ve své tvorbě Ravel nepoužíval často symfonickou formu a vyhýbal se náboženským tématům. Ravelovo dílo není početně velké, ale stalo se synonymem dokonalé skladatelské práce a je stále znovu prováděno.

### Klavírní tvorba
- Le Menuet antique (1895), (později orchestrováno)
- Pavana za mrtvou infantku (Pavane pour une infante défunte, 1899)
- Vodotrysky (Jeux d'eau, 1901)
- La Sonatine (1903 – 1905)
- Zrcadla (Mirroirs, 1904)
- Kašpar noci (Gaspard de la nuit, 1908) – temný klavírní triptych inspirovaný básníkem Aloysiem Bertrandem
- Má matka husa (Ma mère L'Oye, 1910) – čtyřruční cyklus podle starých francouzských pohádek
- Valčíky vznešené a tesklivé (Valses nobles et sentimentales, 1911)
- Náhrobek Couperinův (Le Tombeau de Couperin, 1917) – neoklasicistní suita starých francouzských tanců. Každý z nich je věnován konkrétnímu Ravelovu spolubojovníkovi z války.

### Vokální tvorba
- Ballade de la reine morte d'aimer (1893)
- Sainte (1896)
- Chanson du rouet (1898)
- Myrrha (1901) – kantáta
- Alcyone (1902) – kantáta
- Alyssa (1903) – kantáta
- Manteau de fleurs (1903)
- Shéhérazade (1903) – tři písně pro soprán a orchestr, nejrozsáhlejší dílo raného období
- Historky z přírodopisu (Histoires naturelles, 1906) – při prvním provedení způsobily skandál
- Trois poèmes de Stéphane Mallarmé (1913) – často nejceněnější Ravelovo dílo ovlivněné Arnoldem Schönbergem
- Tři sbory a capella (1915)
- Chansons Madécasses (1926) – jedno z nejdisonantnějších Ravelových děl
- Don Quichotte et Dulcinée (1933),
- Morgiane – nedokončené oratorium/balet

### Komorní tvorba
- Sonáta č. 1 pro housle a klavír (1897)
- Smyčcový kvartet v F dur
- Introduction et Allegro pro harfu a komorní ansámbl (1905)
- Trio pro klavír, housle a violoncello (1915)
- Cikán (Tzigane, 1924) – pro housle a piano-luthéal
- Sonáta č. 2 pro housle a klavír (1927)

### Orchestrální tvorba
(mnoho orchestrálních skladeb i baletů vzniklo dodatečnou instrumentací původně klavírních skladeb)
- Shéhérazade (1898) – předehra k nikdy nedopsané opeře
- Španělská rapsodie (Rapsodie espagnole, 1907)
- Dafnis a Chloé (1912) – balet pro taneční soubor Sergeje Ďagileva[7], nejrozsáhlejší Ravelovo dílo
- La Valse (1920)
- Fanfára do „Janina vějíře“ (Fanfare pour "L'Éventail de Jeanne", 1927)
- Bolero (1928)
- Koncert pro levou ruku (Concerto pour la main gauche, 1929 – 1930) – pro pianistu Paula Wittgensteina, který ztratil pravou ruku ve válce
- Klavírní koncert G dur (1930) – věnovaný francouzské pianistce a interpretce jeho děl Marguerite Longové[8]

### Opery
- Španělská hodinka (L'Heure espagnole, 1907) – jednoaktová opera, hudební komedie s brilantní instrumentací hodinového krámku
- Dítě a kouzla (L'Enfant et les sortilèges, 1925) – opera/balet o dvou částech na libreto Colette

### Úpravy cizích děl
- Aranžmá řeckých lidových písní (1906)
- Debussyho Nokturna (1909) – přepis pro dva klavíry
- Chovanština (1913) – orchestrace Musorgského opery
- Obrázky z výstavy (1922) – orchestrace Musorgského suity